# Jordan Field
Le Jordan Field, auparavant connu sous le nom de Soldiers Field Soccer Stadium, est un stade omnisports américain, principalement utilisé pour le soccer et la crosse, situé à Allston, un quartier de Boston, la capitale du Massachusetts.
Le stade, doté de 4 100 places et inauguré en 2010, appartient à l'Université Harvard, et sert d'enceinte à domicile pour l'équipe universitaire des Crimson d'Harvard (pour le soccer et la crosse), ainsi que pour l'équipe de soccer du Revolution de la Nouvelle-Angleterre de temps à autre,.

## Histoire
Le stade est inauguré en septembre 2010 en remplacement du Ohiri Field, jusqu'alors le terrain à domicile du Crimson d'Harvard pour les équipes masculines et féminines.
De rénovations majeures ont lieu en 2015, pour accueillir l'équipe de soccer des Boston Breakers, qui y évolue jusqu'en 2017.